# Monika Grimm
Monika Grimm (* 18. Mai 1940 in Schönfels) ist eine deutsche Schlagersängerin und Filmschauspielerin.

## Leben und künstlerisches Wirken
Ihre Karriere begann Ende 1950 in der DDR. Sie war Mitglied des Damenquartetts Die Kolibris, das vornehmlich für Backgroundaufgaben eingesetzt wurde. Zusammen mit Ruth Brandin nahm sie für das DDR-Label AMIGA den äußerst erfolgreichen Schlager Das Lied vom alten Plattenschrank auf. Da Monika Grimm bald nach der Veröffentlichung der Schallplatte aus der DDR flüchtete (sie hatte Anfang August 1961 in München Urlaub gemacht und war nach dem Mauerbau nicht zurückgekehrt), hatte man in der Folgezeit als Ersatz bei Fernsehauftritten das Lied durch Petra Böttcher oder Arite Mann singen lassen. Auch als Solointerpretin veröffentlichte sie einige Singles so z. B.: Mein Bruder und ich. Ferner wirkte sie in einigen DFF-Filmen mit u. a. in der TV-Komödie Papas neue Freundin, mit Angelica Domröse in der Hauptrolle.
Nachdem Monika Grimm sich 1961 in die BRD abgesetzt hatte, versuchte sie dort einen musikalischen Neustart. Polydor nahm sie unter Vertrag und brachte 1962 ihre erste Schallplatte  Jacky Boy/Immer gibt's ein Wiedersehen heraus. Ferner wurde die  Künstlerin Mitglied der ersten deutschen Mädchenband Tahiti-Tamourés, die insgesamt zwischen 1963 und 1964 vier Schallplatten aufnahm. Ferner besang sie mit René Kollo (u. a. auch als Duo Marina) mehrere Singles wie beispielsweise Das A und O sowie Davon träumen alle jungen Leute (eine Werbesingle für das Kaufhaus des Westens). Ein weiterer männlicher Duettpartner von ihr war Will Brandes, mit dem die Sängerin das Lied Ein guter Stern einspielte.
1964 gehörte sie zusammen mit Peggy Peters (auch Tina Rainford) sowie Charlotte Marian der Mädchengruppe Sweetles an, deren Aufnahme Ich wünsch' mir zum Geburtstag einen Beatle Platz 38 der deutschen Singlecharts beschieden war.
Die Sängerin versuchte auch eine Solokarriere zu starten. Doch der richtige Durchbruch wollte nicht so recht gelingen. Selbst mit dem Volkslied Hoch auf dem gelben Wagen erlangte sie nur einen Achtungserfolg. Mit dem Beitrag Wer nimmt mich in seine Arme konnte sich Monika Grimm nicht für die Endrunde der Deutsche Schlager-Festspiele 1966 qualifizieren. Die Künstlerin wirkte in einigen Filmen mit: Mordnacht in Manhattan (1965), Um null Uhr schnappt die Falle zu (1966) und Guten Abend. Töne, Takte und Theater (1967). Außerdem war sie zu Gast in Fernsehshows wie Zwischenmahlzeit, Unsere kleine Show, Party-Geschichten und Per Adresse Peter Igelhoff. Ende der 1960er Jahre wurde es um sie still.
Monika Grimm war in erster Ehe mit dem Musikproduzenten Klaus Netzle verheiratet. 1986 ehelichte sie Heinz Kiessling.

## Diskografie (Auswahl)
- Du, ich kann nicht schlafen - Klaus, bring' mich nach Haus (Amiga VEB Deutsche Schallplatten 4 50 153 *1960*)
- Mein Bruder und ich (AMIGA 4 50 243 *1961*)
- Das Lied vom alten Plattenschrank (AMIGA 4 50 255 *1961*) mit Ruth Brandin als „Monika und Ruth“
- Jacky Boy - Immer gibt's ein Wiedersehn   (Polydor 24674 *1962*)
- Sailor Boy - Ein Kuß am Telephon  (Polydor 24868 *1962*)
- Liebling,My Darling,My Sunshine - Si Senor  (Polydor 52010 *1963*)
- Du ganz allein bist schuld daran - Hey Boy  (Polydor 52170 *1963*)
- Baby-Babbel-Bossa-Nova - Ein guter Stern  (Polydor 52198 *1963*); A-Seite mit „Will Brandes und die kleine Elisabeth“; B-Seite mit „Monika Grimm und Will Brandes“
- Hoch auf dem gelben Wagen - Musikant aus Napoli  (Polydor 52354 *1964*)
- Sterne sind goldene Wege zu dir - Mach nicht viel Worte (Metronome)
- Laß mir den Sonnenschein (Metronome)
- Die Zeit in der Rosen blüh'n (SABA)
- The Singing Shell (Concord); Monika Grimm und Rene Kollo als „Duo Marina“
- Das A und O in unser'm Leben ist die Liebe - Du Casanova, du  (Polydor 24877 *1962*)  mit René Kollo
- Silbermond von Mexico - Mexicana-Melodie  (Polydor 52174 *1963)
- Bahama Moon - Blue Kanu  (Polydor 52260 *1964*); Charlotte Marian, Monika Grimm und Peggy Peters als „Sweetles“
- Ich wünsch' mir zum Geburtstag einen Beatle - Die Schule ist aus  (Polydor 5232 9 *1964*)
- Früher oder später - Goodbye, My Summer-Love  (Polydor 52405 *1964*)